# Erwin Mueller
Erwin Louis Mueller (Livermore, 12 marzo 1944 – North Las Vegas, 7 giugno 2018) è stato un cestista statunitense, professionista nella NBA e in ABA..

## Carriera
Venne selezionato dai Chicago Bulls al secondo giro del Draft NBA 1966 (20ª scelta assoluta).

## Statistiche

### NBA-ABA

#### Regular Season
| Anno      | Squadra                | PG  | PT | MP   | TC%  | 3P% | TL%  | RP  | AP  | PRP | SP  | PP   |
| --------- | ---------------------- | --- | -- | ---- | ---- | --- | ---- | --- | --- | --- | --- | ---- |
| 1966-1967 | Chicago Bulls          | 80  | -  | 26,7 | 44,1 | -   | 65,8 | 6,2 | 1,6 | -   | -   | 12,7 |
| 1967-1968 | Chicago Bulls          | 35  | -  | 23,3 | 38,7 | -   | 56,1 | 4,8 | 2,2 | -   | -   | 6,5  |
| 1967-1968 | L.A. Lakers            | 39  | -  | 24,9 | 52,0 | -   | 59,2 | 5,7 | 2,0 | -   | -   | 8,3  |
| 1968-1969 | Chicago Bulls          | 52  | -  | 16,8 | 33,5 | -   | 51,1 | 3,7 | 2,4 | -   | -   | 3,8  |
| 1968-1969 | Seattle S.Sonics       | 26  | -  | 18,6 | 43,1 | -   | 59,7 | 4,0 | 2,4 | -   | -   | 7,0  |
| 1969-1970 | Seattle S.Sonics       | 4   | -  | 17,3 | 40,6 | -   | 44,4 | 3,5 | 1,5 | -   | -   | 7,5  |
| 1969-1970 | Detroit Pistons        | 74  | -  | 30,9 | 46,7 | -   | 72,8 | 6,3 | 2,7 | -   | -   | 10,3 |
| 1970-1971 | Detroit Pistons        | 52  | -  | 23,5 | 40,8 | -   | 55,6 | 4,3 | 2,2 | -   | -   | 6,0  |
| 1971-1972 | Detroit Pistons        | 42  | -  | 14,4 | 34,5 | -   | 58,1 | 3,5 | 1,4 | -   | -   | 4,3  |
| 1972-1973 | Detroit Pistons (NBA)  | 21  | -  | 3,8  | 29,0 | -   | 71,4 | 0,7 | 0,3 | -   | -   | 1,1  |
| 1972-1973 | Virginia Squires (ABA) | 17  | -  | 12,1 | 32,1 | -   | 30,0 | 2,8 | 1,5 | -   | -   | 2,2  |
| 1973-1974 | Memphis Tams           | 3   | -  | 6,7  | 0,0  | -   | 40,0 | 1,0 | 0,7 | 0,0 | 0,0 | 0,7  |
| Carriera  | Carriera               | 445 | -  | 21,9 | 42,6 | -   | 62,3 | 4,7 | 2,0 | 0,0 | 0,0 | 7,4  |

#### Playoffs
| Anno     | Squadra                | PG | PT | MP   | TC%  | 3P% | TL%  | RP  | AP  | PRP | SP | PP  |
| -------- | ---------------------- | -- | -- | ---- | ---- | --- | ---- | --- | --- | --- | -- | --- |
| 1967     | Chicago Bulls          | 3  | -  | 28,0 | 30,8 | -   | 71,4 | 4,7 | 3,0 | -   | -  | 8,7 |
| 1968     | L.A. Lakers (NBA)      | 14 | -  | 17,9 | 33,9 | -   | 35,7 | 3,9 | 1,3 | -   | -  | 3,2 |
| 1973     | Virginia Squires (ABA) | 5  | -  | 22,4 | 27,8 | 100 | 85,7 | 3,8 | 3,0 | -   | -  | 3,4 |
| Carriera | Carriera               | 22 | -  | 20,3 | 32,0 | 100 | 60,0 | 4,0 | 1,9 | -   | -  | 4,0 |

## Palmarès
- NBA All-Rookie First Team (1967)